# SMS Dandolo (1857)
La SMS Dandolo, prima unità della omonima classe, è stata una corvetta a propulsione mista della k.u.k. Kriegsmarine in servizio tra il 1859 e il 1900.

## Storia
La costruzione della corvetta lignea SMS Dandolo, progettata dall'Ispettore delle Costruzioni Navali Axel Ljungstedt,  fu ordinata presso l'Arsenale di Venezia, e l'unità fu impostata il 26 settembre 1854, varata il 7 agosto 1857, ed entrò in servizio nella k.u.k. Kriegsmarine il 9 agosto 1859. Essa era dotata di tre alberi a vele quadre più bompresso e randa, ed armata con 4 cannoni singoli in ferro canna liscia da 60 libbre, 17 pezzi cannoni in ferro a canna liscia da 30 libbre, e 1 singolo pezzo in ferro canna liscia da 48 libbre.

## Descrizione tecnica
La SMS Conte Silvestro Dandolo era una pirocorvetta di costruzione mista, che dislocava 1724,77 tonnellate, era lunga 56,05 m al galleggiamento, larga 12,16 m, e con un pescaggio di 5,53 m. L'apparato propulsivo si basava su una macchina a 2 cilindri orizzontali Strudthoff e 2 caldaie a 12 fuochi che erogavano una potenza massima di 230CV.  Esso muoveva un'elica bipala Griffith.  La superficie velica, ripartita su tre alberi, raggiungeva i 1.400 m². La velocità massima raggiungibile era pari a 8 nodi, che divennero 9,02 a partire dal 1874.  L'armamento nel 1859 si basava su 4 cannoni singoli da 66 libbre, 17 da 30 libbre, e 1 da 48 libbre. Esso fu modificato nel 1866 (16 cannoni da 30 libbre, 4 da 60 libbre, 2 pezzi da sbarco da 24 libbre, 2 pezzi a canna liscia 4 libbre), 1871 (14 cannoni a canna liscia da 24 libbre, 1 cannone da 3 libbre) e 1877 (12 cannoni a retrocarica Wahrendorf con canna rigata calibro 150 mm, 2 pezzi a retrocarica a canna rigata da 70 mm. L'equipaggio era di 274 tra ufficiali, sottufficiali e marinai.

## Impiego operativo
Durante la maggior parte della sua iniziale carriera operativa effettuò crociere nel Mare Adriatico, con missioni a Corfù, Messina, Gibilterra, Algeciras, Ceuta, e Malaga. 
Il 15 agosto 1863, mentre stava partendo per il Brasile, vi fu un grave guasto alla macchina motrice a causa della rottura di una caldaia, e la crociera fu annullata. Tra il 13 settembre e il 23 novembre 1863 fu messa in cantiere al Pireo, ad Atene, per le opportune riparazioni.
Prestò servizio in Mediterraneo fino al 9 gennaio 1865 quando, uscita dal cantiere navale dopo una revisione, partì per il Messico, arrivando a Vera Cruz il 28 maggio dello stesso anno.
Dopo due anni di viaggi in Sud America rientrò in Patria, arrivando nel porto di Pola l'8 giugno 1867. Dopo alcuni lavori in cantiere la nave fu posta in disarmo. 
Il 17 giugno 1869 la Dandolo venne assegnata all'Accademia della Marina, e con a bordo i Cadetti effettuò viaggi di istruzione nel Mediterraneo.
Nel 1870 effettuò un altro viaggio nell'America del sud, toccando il Brasile, l'Argentina e l'Uruguay, per poi riattraversare l'Oceano Atlantico risalendo la costa dell'Africa fino a Gibilterra, e rientrando a Pola il 27 dicembre dello stesso anno per entrare in cantiere.
L'11 gennaio 1871 la nave venne posta in disarmo, e il 13 settembre entrò in cantiere per i lavori di raddobbo, uscendone il 7 ottobre per essere posta in posizione di riserva.
Rientrò in servizio attivo nella squadra navale il 4 novembre. Il 17 febbraio 1872 la Dandolo salpò da Pola per effettuare una crociera con i Cadetti dell'Accademia Navale con scali a Messina, Gibilterra, Londra, Texel, Den Helder, e Leith, e ritornando a Muggia il 14 dicembre.
Durante i successivi tre anni  la nave operò nel Mediterraneo, rimanendovi sino al 17 gennaio 1875 quando, partita da Gibilterra, raggiunse Fort-de-France (Martinica) il 22 febbraio, con scali nei Caraibi, e ritornando a Pola il 1º agosto.
Dopo aver effettuato ulteriori crociere nel Nord e e nel Sud America, il 1º gennaio 1879 venne assegnata in servizio presso la Scuola di artiglieria.
Il 26 novembre 1880 fu posta in disarmo, e trasformata in chiatta, e nel luglio 1881 fu smontata l'unità motrice e vennero sbarcate le caldaie.
Il 2 luglio 1882 la Dandolo venne trasformata in nave caserma e guardiaporto, posta di stanza a Pola. Il 10 giugno 1886 fu adibita a ospedale per i malati di colera.
Nel 1887 fu utilizzata come magazzino per le mine e siluri, ancorata nel porto di Sebenico.
Dopo un periodo di utilizzo come alloggio per gli allievi della Scuola Navale di Sebenico, il 13 settembre 1900 fu definitivamente radiata, e avviata alla demolizione, che avvenne nel 1901.

### Annotazioni
1. ↑  In tedesco per i nomi delle navi, "SMS" significa Seiner Majestät Schiff ("Nave di Sua Maestà").
2. ↑  Il 19 giugno 1873 vennero sostituite le caldaie oramai molto usurate, e ciò portò ad un aumento della velocità di 1,2 nodi.

### Fonti
1. 1 2 3 4 5 6 7 8 9 10 11 12 13 14 15 16 17 18 19 20 21 22 23  Agenzia Bozzo.
2. 1 2 3 4 5 6 7 8  Gogg 1974, p. 46.
3. 1 2 3  Levi 1896, p. 69.